# Biologie des systèmes
 (février 2021).
La mise en forme du texte ne suit pas les recommandations de Wikipédia : il faut le « wikifier ».
Les points d'amélioration suivants sont les cas les plus fréquents. Le détail des points à revoir est peut-être précisé sur la page de discussion.
- Les titres sont pré-formatés par le logiciel. Ils ne sont ni en capitales, ni en gras.
- Le texte ne doit pas être écrit en capitales (les noms de famille non plus), ni en gras, ni en italique, ni en « petit »…
- Le gras n'est utilisé que pour surligner le titre de l'article dans l'introduction, une seule fois.
- L'italique est rarement utilisé : mots en langue étrangère, titres d'œuvres, noms de bateaux, etc.
- Les citations ne sont pas en italique mais en corps de texte normal. Elles sont entourées par des guillemets français : « et ».
- Les listes à puces sont à éviter, des paragraphes rédigés étant largement préférés. Les tableaux sont à réserver à la présentation de données structurées (résultats, etc.).
- Les appels de note de bas de page (petits chiffres en exposant, introduits par l'outil «  Source ») sont à placer entre la fin de phrase et le point final[comme ça].
- Les liens internes (vers d'autres articles de Wikipédia) sont à choisir avec parcimonie. Créez des liens vers des articles approfondissant le sujet. Les termes génériques sans rapport avec le sujet sont à éviter, ainsi que les répétitions de liens vers un même terme.
- Les liens externes sont à placer uniquement dans une section « Liens externes », à la fin de l'article. Ces liens sont à choisir avec parcimonie suivant les règles définies. Si un lien sert de source à l'article, son insertion dans le texte est à faire par les notes de bas de page.
- La présentation des références doit suivre les conventions bibliographiques. Il est recommandé d'utiliser les modèles {{Ouvrage}}, {{Chapitre}}, {{Article}}, {{Lien web}} et/ou {{Bibliographie}}. Le mode d'édition visuel peut mettre en forme automatiquement les références.
- Insérer une infobox (cadre d'informations à droite) n'est pas obligatoire pour parachever la mise en page.

Pour une aide détaillée, merci de consulter Aide:Wikification.
Si vous pensez que ces points ont été résolus, vous pouvez retirer ce bandeau et améliorer la mise en forme d'un autre article.

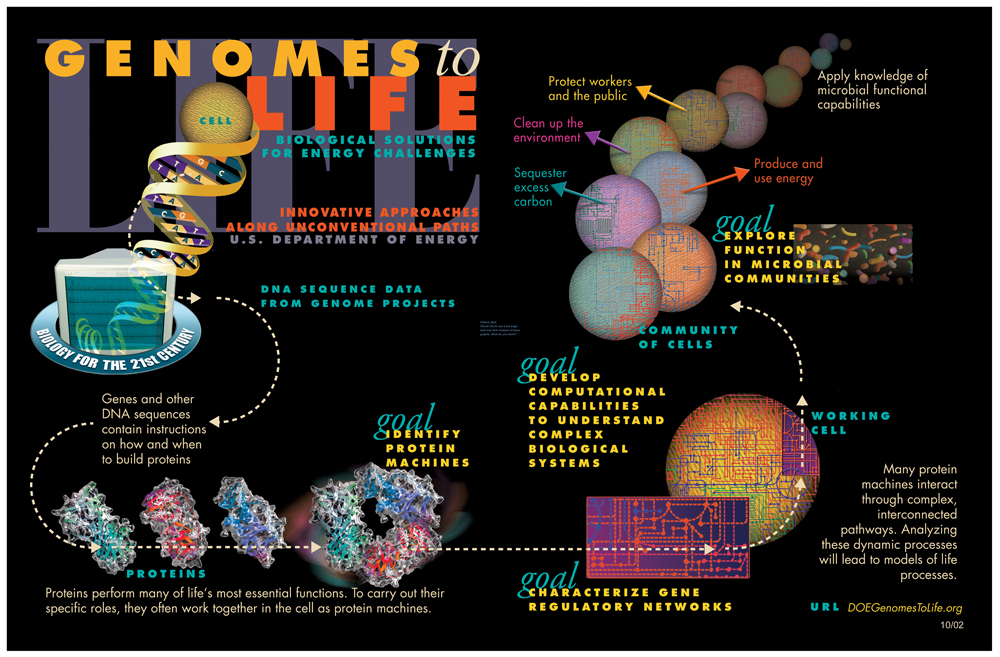
Biologie des systèmes

La biologie des systèmes (ou biologie intégrative)  est l'étude des interactions et du comportement des composants des entités biologiques, y compris les molécules, les cellules, les organes et les organismes
C'est un domaine récent de la biologie qui étudie les organismes vivants comme les systèmes qu'ils sont en réalité, par opposition aux approches historiques qui tendent à décomposer l'étude à tous les niveaux, en biologie, physiologie, biochimie… La biologie systémique cherche à intégrer différents niveaux d'informations pour comprendre comment fonctionne réellement un système biologique. En étudiant les relations et les interactions entre différentes parties du système biologique (organites, cellules, systèmes physiologiques, réseaux de gènes et de protéines permettant la communication des cellules), le chercheur tente de former un modèle de fonctionnement de la totalité du système.

## Introduction
La biologie de systèmes est un domaine récent et interdisciplinaire qui étudie les interactions, au niveau moléculaire (protéine, gènes, métabolites…), qui existent au sein d’un système biologique. La biologie systémique utilise une approche holistique (contrairement à l’approche réductionniste). En effet elle se concentre sur l’étude de la totalité des constituants biologiques que ce soit les gènes, les protéines ou les composants cellulaires et métaboliques à l’aide de systèmes mathématiques et informatiques.
C’est un domaine de recherche qui utilise la modélisation mathématique en étroite interconnexion avec des approches expérimentales pour comprendre les mécanismes de systèmes biologiques complexes et prédire leur comportement à travers les échelles de la molécule à l'organisme.
Deux thèmes dominants de la biologie moderne sont enracinés dans cette nouvelle perspective: premièrement, l'idée que la biologie est fondamentalement une science informationnelle - les systèmes biologiques, les cellules et les organismes stockent et transfèrent des informations en tant que processus les plus fondamentaux - et deuxièmement, l'émergence de nouvelles technologies et approches pour étudier la complexité biologique.[0]

### Définition
« La biologie systémique a pour but de comprendre les interactions dynamiques entre composants d'un système vivant, et entre systèmes vivants en interaction avec l'environnement. La biologie systémique est une approche par laquelle des questions biologiques sont abordées en intégrant les expérimentations avec la modélisation, la simulation et la théorie dans des cycles itératifs. La modélisation n'est pas le but, mais un outil pour faire avancer la compréhension du système, développer des expérimentations plus ciblées et finalement aboutir à des prédictions. La biologie systémique est par nature intrinsèquement interdisciplinaire et a pour but commun avec les autres disciplines d'aboutir à une compréhension quantitative des processus biologiques dynamiques en se fondant sur des analyses mathématiques et statistiques pour intégrer les données biologiques et développer des modèles prédictifs du comportement biologique ».

## Histoire
Si la biologie des systèmes est un domaine théorisé à la fin du XXe siècle, plusieurs biologistes et chimistes ont travaillé dans ce sens dès la fin du XIXe siècle (par exemple le biologiste et chimiste français Marcellin Berthelot qui privilégiait une approche systémique et synthétique de la biochimie).

### La naissance ou émergence de la biologie de systèmes
Au cours de la seconde moitié du XXe siècle, la biologie mathématique de systèmes existait en parallèle avec la Biologie moléculaire. Le terme biologie de systèmes a été introduit par Mihajlo Mesarovic en 1968 (Mesarovic, 1968, Mesarovic et al., 2004), mais il y a des opinions selon lesquelles le terme pourrait être introduit dans les années 1920 par Ludwig von Bertalanffy, le père de la théorie générale de systèmes (Drack, 2007). Cependant, Mesarovic a appliqué la théorie générale de systèmes afin de découvrir comment les entités biologiques sont liées, plutôt que de quoi elles sont composées (Mesarovic, 1968, Mesarovic et al., 2004). Avant les travaux pionniers de Mihajlo Mesarovic, la théorie générale de systèmes a été développée par Bertalanffy (Drack, 2009). Bertalanffy a développé ce qu'il a appelé une « system theory of life » contribuant au développement de la biologie théorique (Drack, 2009). Sa théorie était une tentative d'étudier scientifiquement l'organisme en tant que « wholeness ». Insatisfait de la doctrine vitaliste qui implique la métaphysique, Bertalanffy a trouvé la solution dans la modélisation mathématique de l'organisme biologique (Drack, 2009). La théorie générale des systèmes qu'il a développée s'est concentrée sur des sujets tels que les systèmes autorégulants, c'est-à-dire les systèmes auto-corrigés par rétroaction, les concepts largement utilisés en physiologie et en sciences de l'ingénieur. Depuis son introduction, la théorie générale des systèmes a réussi à modéliser les réseaux de réactions biochimiques, l'homéostasie, la fonction des systèmes neuronaux, immunitaires, cardio et endocriniens (Ederer et al., 2003). La théorie du GSS a trouvé sa place importante dans la neurobiologie des systèmes modernes dans le cadre de la recherche et de la modélisation des réseaux de neurones. L'application de la théorie générale des systèmes en biologie a été la première étape dans la formation de la biologie mathématique des systèmes. L'étape suivante a été le développement et l'application de la dynamique non linéaire.

### Statut actuel
Après une application réussie dans la recherche scientifique, la médecine et la biotechnologie, la biologie des systèmes a été complètement façonnée. Ainsi, la compréhension de l'origine des maladies neurodégénératives, cancéreuses, inflammatoires et génétiques n'est possible que par une approche holistique des systèmes biologiques. L'identification des différences entre les cellules cancéreuses et saines est difficile en raison de nombreuses molécules différentes provenant de voies de transduction de signaux parallèles (Hornberg et al., 2006). La quantification de la biologie des systèmes et la modélisation des circuits de régulation, la cinétique de réaction non linéaire des processus biochimiques et la diaphonie entre les voies déterminent le site sur lequel l'oncologue doit intervenir (Hornberg et al., 2006). De même, le mécanisme complexe de la maladie neurodégénérative ne pouvait être déchiffré que par l'approche de la biologie des systèmes (Noorbakhsh et al., 2009). Il y a certainement tellement d'exemples d'application réussie de la biologie des systèmes contemporaine qu'il n'y a pas assez d'espace pour tous les citer.

## The International Study Group for Systems Biology (ISGSB)
Le Groupe d'étude international pour la biologie de systèmes est un collectif informel de chercheurs internationaux qui a pour objectif de faire progresser les sciences biologiques en explorant l'interaction entre la théorie et l'expérience.
De 1989 à 2004, le collectif est passé sous le nom de International Study Group for BioThermoKinetics (ou BTK) et a organisé des ateliers tous les deux ans.
En 2004, lors de sa réunion d'Oxford, le groupe a décidé que le terme émergent “Systems Biology” était une description plus précise et plus significative de ses préoccupations, et a donc changé son nom en International Study Group for BioThermoKinetics qui, lors de la réunion de Trakai en 2006, fut à nouveau changé pour le nom actuel, International Study Group for Systems Biology (ISGSB).
Une préoccupation de longue date de l'ISGSB a été les approches théoriques pour comprendre le comportement des systèmes cellulaires, en particulier le transport, le métabolisme et la transduction du signal.

## Étapes de l’implémentation de la biologie de systèmes
Pour comprendre l'interaction entre les différents composants biologiques, il est important de se familiariser avec ces 4 étapes :
1. Définir et lister les composants biologiques qui participent à un mécanisme cellulaire.
2. Formation de cartes à l'échelle du génome par étapes.
3. Conversion des réseaux de gènes reconstruits en un modèle mathématique.
4. Utilisation du modèle de manière prospective et prédictive[3].

## Modélisation métabolique
La biologie moléculaire des systèmes commence avec l'étude des gènes et des protéines d'un organisme, en utilisant la technique HTS (high-throughput screening, criblage à haut débit) pour quantifier les changements dans le génome, le transcriptome, le protéome et le métabolome en réponse à une perturbation donnée. Cette technique consiste à effectuer de manière automatique des centaines de fois la même opération, en pharmacologie par exemple, pour trouver une molécule qui convient. L'analyse à haut débit du transcriptome s'effectue à l'aide de puces à ADN. Pour détecter les différentes protéines, on utilise par exemple la HTS avec la spectrométrie de masse. D'autres approches en biologie des systèmes ne privilégient pas le niveau moléculaire et cherchent au contraire à intégrer les niveaux d'organisation de manière plus large.

### Modélisation dynamique de voies ciblées détaillées à l'aide des lois de taux cinétiques
Elle permet de décrire les flux à l'état d'équilibre et la dynamique des concentrations de métabolites, les taux cinétiques ne sont souvent mesurés que pour un nombre limité de réactions, ces modèles ne couvrent généralement qu'une petite partie du métabolisme cellulaire. Ces approches sont également souvent utilisées pour décrire les voies de transduction du signal.
La plupart des modèles dynamiques ont été construits pour les eucaryotes supérieurs, principalement les mammifères.

### Approches de modélisation à l'échelle du génome
Elles permettent de décrire les réseaux métaboliques de cellules entières à l’aide de méthodes appelées « modélisation métabolique fondée sur les contraintes » basées sur l'hypothèse d'optimalité évolutive du métabolisme cellulaire.
Principalement utilisé pour analyser les systèmes microbiens.

### Approches de modélisation hybrides
Elles permettent de se mettre à l'échelle des modèles dynamiques, et donc la simplification des modèles à l'échelle du génome.

## Représentation sous forme de réseaux biologique (Network)

### Réseaux et biologie cellulaire
La biologie de systèmes vise à reconnaître comment les informations sont reçues, transmises, et interprétées par les cellules à travers de nouvelles méthodes innovantes.
Les cellules sont constituées d’une variété de composants moléculaires qui interagissent pour former des réseaux. Chaque réseau est composé de plusieurs nœuds et de liens qui relient les nœuds pour former un système dynamique.
Les cellules utilisent la signalisation et les voies de régulation générant une grande quantité de données qui sont assemblées dans des heatmaps, des diagrammes et des réseaux. Selon la fonction, il existe trois réseaux principaux:

#### Réseaux de signalisation
Impliquant les réactions biochimiques et protéiques.

#### Réseaux métaboliques
Impliquant les gènes et les enzymes impliqués dans les métabolismes cellulaires.

#### Réseaux de régulation
Les principaux acteurs de ces réseaux sont les protéines de liaison à l'ADN ainsi que l’ARN, qui contrôlent l'étape initiale de l'expression génique.

## Application de la biologie de systèmes

### Les données Omic
L'analyse et l'interprétation des données sont des aspects fondamentaux de la biologie de systèmes. La biologie de systèmes vise à fournir une meilleure compréhension du système biologique et à fournir des informations prédictives sur les processus moléculaires. Comme pour toute méthode de recherche, le cycle commence d'abord par la génération d'une hypothèse. Deuxièmement, des connaissances sont générées et un modèle est construit sur la base des données biologiques présentes dans la littérature scientifique. Enfin, les données sont générées, analysées et mesurées simultanément. Les données Omics incluent des informations à partir du génome, du protéome et du transcriptome. Pour corriger l'interprétation des données omiques et donc parvenir à une conclusion biologique, il existe une variété de plates-formes de mesure et d'analyses computationnelles. Les trois plus couramment utilisés sont le séquençage du génome, la protéomique basée sur la SEP et la transcriptomique (séquençage d'ARN et puces à ADN).
Le séquençage du génome vise à définir l'ordre des nucléotides dans un organisme donné. Le re-séquençage est l'analyse du génome d'une souche ou d'un organisme multicellulaire par rapport à un génome de référence, il comprend une grande variation structurelle (par exemple, des modifications du nombre de copies ou des réarrangements du génome) ou de petites mutations telles que des polymorphismes mononucléotidiques (SNP). Le séquençage de l'exome détermine la séquence de tous les exons du génome et le séquençage du génome entier de la séquence génomique complète.

### Études de la dynamique des interactions
La fonction cellulaire est dirigée par un réseau vaste et complexe d'interactions combinatoires entre les gènes, collectivement appelées interactions génétiques. Récemment, plusieurs études de biologie des systèmes sur des lignées cellulaires de levures, de mouches, de vers et de mammifères ont fait des progrès importants dans notre capacité à cartographier ce réseau d'interactions génétiques et son impact sur la fonction. Classiquement, une interaction génétique est définie comme le phénomène par lequel des mutations combinées au niveau de plusieurs gènes produisent un phénotype inattendu pour l'un des mutants uniques. Les interactions génétiques sont souvent quantifiées en supposant que la combinaison de deux mutations non liées (indépendantes) devrait entraîner effet sur le phénotype, de sorte que toute déviation est considérée comme une indication d'une interaction génétique. Un score phénotypique inférieur aux attentes est une interaction négative ou « aggravante », tandis qu'un score supérieur aux attentes est une interaction positive ou « atténuante ». Une interaction génétique extrêmement négative qui est souvent étudiée est la « mort synthétique » dans laquelle les mutations génétiques combinées entraînent la mort cellulaire.

### Exemple d’application: les cancers
La biologie de systèmes a conduit à des découvertes importantes au cours des dernières années avec d'importantes implications cliniques pratiques et une meilleure compréhension des maladies complexes. La première maladie étudiée en utilisant une approche systémique est le neuroblastome. Plus précisément, l'oncogène MYCN a été intégré dans un réseau de régulation avec les médicaments acide 13-cis-rétinoïque et fenrétinide, pour étudier la réponse des neuroblastomes aux rétinoïdes. Verma et coll. ont utilisé un réseau de régulation basé sur des systèmes pour étudier les effets des miARN impliqués dans l'expression et la phosphorylation de l'onco-protéine BCR-ABL dans les lignées cellulaires résistantes à l'imatinib de leucémie myéloïde chronique. Cette étude a permis d'étudier les effets des inhibiteurs de la tyrosine kinase et des miARN spécifiques BCR-ABL sur des lignées cellulaires présentant des profils d'expression et des propriétés de chimiorésistance différents. Sarmady et coll. ont utilisé une analyse informatique basée sur des systèmes pour identifier les voies moléculaires clés du virus de l'immunodéficience humaine.
La biologie de systèmes a également été utilisée pour les maladies bucco-dentaires. Un exemple vient de la mucite buccale, une complication fréquente chez les patients qui reçoivent une radiothérapie pour des cancers de la tête et du cou. Par exemple, Sonis et al. ont étudié la relation entre les gènes exprimés dans des échantillons de sang périphérique de patients atteints d'un cancer de la tête et du cou ayant reçu une chimio-radiothérapie. L'analyse des micro-réseaux a été réalisée à l'aide d'ARNc dérivé de PBM. Les résultats ont montré une concordance significative entre les mécanismes pathogènes de la mucite buccale en relation avec les gènes, les voies canoniques et les réseaux fonctionnels. La biologie de systèmes est également utilisée pour identifier les marqueurs génétiques qui prédisposent au développement de toxicités secondaires aux médicaments et au développement de nouvelles thérapies. Une bonne compréhension des déterminants génétiques et non génétiques de la toxicité liée aux médicaments peut aider à optimiser le traitement médicamenteux chez les patients individuels.

## Les logiciels pour la biologie de systèmes
Des outils sont nécessaires pour répondre aux questions de recherche pour la biologie de systèmes, et un certain nombre de logiciels ont été développés pour aborder deux catégories de données de biologie de systèmes: les données relatives aux composants moléculaires et à leurs états et les données relatives aux interactions moléculaires.
Exemples de logiciels :

### Cytoscape
Cytoscape est une plate-forme logicielle open source permettant de visualiser des réseaux complexes et de les intégrer à tout type de données attributaires. Il fournit des fonctionnalités pour l'import et l'export de données, l'intégration d'états moléculaires avec des interactions moléculaires, la visualisation de réseaux et de données intégrée et le filtrage des données, il permet également le prototypage rapide et le développement d'analyses et de fonctionnalités informatiques avancées.

### NAViGaTOR
NAViGaTOR (Network Analysis, Visualization, and Graphing TORonto) est un logiciel permettant de visualiser et d'analyser les réseaux d'interaction protéine-protéine. C’est une puissante application graphique pour la visualisation 2D et 3D de réseaux biologiques. Présentant des outils d'annotation manuelle et automatisée, des algorithmes de mise en page rapides et évolutifs et permet l’accélération matérielle OpenGL pour faciliter la visualisation de grands graphiques.

### VisANT
VisANT est un outil de visualisation de réseaux légers disposant d’un serveur en ligne mais également d’un programme Java autonome. L’une de ses fonctions les plus intéressantes est la résolution de noms, elle permet de mapper tous les nœuds du réseau à des noms de gènes distincts de telle sorte que deux protéines codées par un seul gène sont toujours cartographiées comme une seule entité.

### Cell Designer
Cell Designer est un éditeur de diagramme structuré pour dessiner des réseaux de régulation génétique et biochimiques, il permet de parcourir ou modifier les réseaux en tant que diagrammes de processus et stocker les réseaux dans un langage de balisage de biologie de systèmes,.

### Pathway Assist
Cet outil présente un système d'extraction d'informations automatisé basé sur le traitement du langage naturel pour les interactions fonctionnelles protéines-protéines et les gènes-gènes. Pathway Assist fournit également une base de données native des interactions protéiques et des voies cellulaires. Son outil d'exploration de texte peut extraire les interactions biologiques en lisant des documents de texte numériques.

## Bioinformatique et analyse des données des modèles/réseaux biologiques
La plupart des composants cellulaires exercent leurs fonctions par interactions avec d'autres composants cellulaires, qui peuvent être situés dans la même cellule ou entre les cellules.
Cette interconnectivité inter- et intracellulaire forme un réseau biologique.Ce dernier peut être définie comme tout réseau qui s'applique au système biologique du niveau moléculaire au niveau écosystémique.
Un réseau est tout système avec des sous unités qui sont liés en un tout (c’est-à-dire que chaque sous unité est lié à au moins à une autre sous unité).
Les réseaux biologiques fournissent une représentation mathématique des différentes études écologiques évolutionnaires et physiologiques ce qui permet de comprendre les entités biologiques au niveau systémique, en les analysant non seulement en tant que composants individuels, mais également en tant que systèmes en interaction et leurs propriétés émergentes.

### Exemples des réseaux intracellulaire
- Réseaux d'interaction protéine-protéine:

Les nombreuses interactions protéine-protéine dans une cellule forment des réseaux d’interactions protéiques ou les protéines sont des nœuds et leurs interactions sont des bords.
- Réseaux d'interaction ADN-protéine :

La plupart des facteurs de transcription (qui contrôlent le niveau d’activité des gènes). se lient à plusieurs sites de liaison dans un génome. En conséquence, toutes les cellules ont des réseaux de régulation génique complexes. Par exemple, le génome humain code de l'ordre de 1400 facteurs de transcription liant l'ADN qui régulent l'expression de plus de 20 000 gènes humains.
- Réseaux métaboliques :

Les composés chimiques d'une cellule vivante sont reliés par des réactions biochimiques qui transforment un composé en un autre. Les réactions sont catalysées par des enzymes. Un exemple de réseau métabolique est le réseau métabolique de la synthèse de glucose.
- Réseaux de signalisation :

Les signaux sont transduits dans les cellules ou entre les cellules et forment ainsi des réseaux de signalisation complexes.

### Exemple des réseaux intercellulaire
- Réseaux écologiques :

L’utilisation de l’analyse de réseau peut permettre à la fois de découvrir et de comprendre comment ces interactions complexes sont liées entre elles au sein du réseau du système, une propriété qui était auparavant négligée. Cet outil puissant (l’analyse de réseau) permet d'étudier différents types d'interactions (de la compétition à la coopérative) en utilisant le même cadre général. Par exemple, les interactions plantes-pollinisateurs sont mutuellement bénéfiques et impliquent souvent de nombreuses espèces différentes de pollinisateurs ainsi que de nombreuses espèces de plantes différentes.
De nombreux outils existent pour explorer visuellement les réseaux biologiques, y compris des exemples bien connus tels que Cytoscape, VisANT, Pathway Studio et Patika.
La tendance dans le développement de ces outils est d'aller au-delà des représentations « statiques » de l'état cellulaire, vers un modèle plus dynamique des processus cellulaires grâce à l'incorporation de données d'expression génique, d'informations de localisation subcellulaire et de comportements dépendant du temps.

## Challenges pour la biologie de systèmes

### Modélisation multi-échelles
La complexité des systèmes biologiques vient non seulement de leurs propriétés émergentes mais aussi des rétroactions que ces propriétés peuvent exercer sur les structures et mécanismes élémentaires. Une approche systémique est indispensable pour décrire et comprendre cette organisation multi-échelle mise en place par sélection naturelle : il ne s’agit pas tant de prendre en compte tous les constituants élémentaires du système que de considérer simultanément plusieurs niveaux d’intégration. De nouveaux outils mathématiques sont alors nécessaires pour exprimer comment l’articulation cohérente de ces différents niveaux contrôle les fonctions biologiques.
La plupart des modèles à ce jour ne ciblent qu'un seul niveau d'organisation (donc une cellule), et les véritables approches multi-échelles sont encore limitées. L’une des raisons est que le niveau de détail doit être ajusté lors du passage d'une cellule unique au corps entier, ce qui nécessite de faire des hypothèses qui à leur tour peuvent limiter la capacité de prédiction. De plus, différentes techniques doivent être utilisées pour étudier différents niveaux d'organisation, et parfois, les données expérimentales ne sont disponibles qu'à partir d'études in vitro.

## Disciplines associées
- La biologie des systèmes du cancer est une application importante dans l'approche de la biologie des systèmes, elle se distingue par la caractérisation moléculaires des tumeurs (tumorigenèse et le traitement des cancers). En effet, les mutations de l'ADN et l'expression des gènes participent à la progression tumorale, elles sont importantes pour mieux comprendre la biologie du cancer ainsi que les choix thérapeutiques envisagés. L'étude du système tumoral à différentes échelles (ADN, ARN, protéines, réseaux, cellules, organes, individu, population,...) et de manière dynamique, propose un modèle qui s'appuie sur des interactions connues entre les composants du système.

De nouvelles technologies d'investigation moléculaire et subcellulaire systémique ont permis de faire évoluer grandement la recherche contre le cancer. Pour mieux comprendre le cycle de vie des cellules cancéreuses, des données spécifiques sont relevées (données à haut débit afin de caractériser particulièrement le génome des cellules tumorales sur des échantillons de patients cancéreux), ainsi que des outils (lignées de cellules cancéreuses immortelles, modèles de la tumorigenèse sur souris, modèles de xénogreffe, séquençage de nouvelle génération, siRNA, modélisation des conséquences de mutations somatiques et de l'instabilité du génome). Ces technologies créent des masses considérables de données, par exemple les puces à ADN (2 millions de mesures par puce), le phénotypage cellulaire massif et par imagerie, ou le séquençage de nouvelle génération (une dizaine de Gigabases et quelques centaines de millions de séquences par expérience). Les modèles construits sont ensuite utilisés pour prédire l'évolution tumorale et mettre en évidence les perturbations appliquées (prise du traitement) au système pour lui faire adopter le comportement désiré (arrêter la prolifération cellulaire).
L'objectif à long terme de la biologie des systèmes du cancer est de mieux diagnostiquer le cancer, le classer et mieux prédire le résultat d'un traitement proposé, afin d'anticiper un modèle personnalisé dans la médecine du cancer et d'imaginer sa progression chez un patient.